# Пахорка (деревня)
Пахорка — деревня в Троицком административном округе Москвы (до 1 июля 2012 года была в составе Наро-Фоминского района Московской области). Входит в состав поселения Новофёдоровское.

## Население
| 1859 | 1899 | 1926 | 2002 | 2006 | 2010 |
| ---- | ---- | ---- | ---- | ---- | ---- |
| 48   | ↗68  | ↘66  | ↘38  | ↘32  | ↗38  |

Согласно Всероссийской переписи, в 2002 году в деревне проживало 38 человек (19 мужчин и 19 женщин); преобладающая национальность — русские (84 %). По данным на 2006 год, в деревне проживало 32 человека.

## География
Деревня Пахорка находится в северо-западной части Троицкого административного округа, на реке Пахре примерно в 25 км к западу от центра города Троицка. В полутора километрах к востоку от деревни проходит Киевское шоссе М3, в 13 км к северу — Минское шоссе М1, в 8 км к северо-востоку — Московское малое кольцо А107, в 1 км к северо-востоку находится платформа Рассудово Киевского направления Московской железной дороги.
В деревне 7 улиц — Дачная, Нескучная, Пахринская, Пригожая, Снежная, Центральная, Школьная, а также Снежный переулок, приписаны два садоводческих товарищества. Ближайшие населённые пункты — деревни Ожигово, Рассудово и хутор Талызина.

## История
Своё название деревня получила от реки, на которой она расположена.
В «Списке населённых мест» 1862 года — владельческая деревня 2-го стана Верейского уезда Московской губернии по Новокалужскому тракту (от села Нара в Москву), в 48 верстах от уездного города и 13 верстах от становой квартиры, при реке Пахорке, с 7 дворами и 48 жителями (19 мужчин, 29 женщин).
По данным на 1899 год — деревня Рудневской волости Верейского уезда с 68 жителями.
В 1913 году — 13 дворов.
По материалам Всесоюзной переписи населения 1926 года — деревня Ожиговского сельсовета Петровской волости Звенигородского уезда Московской губернии в 9,6 км от Петровского шоссе и 2,1 км от разъезда № 13 Киево-Воронежской железной дороги, проживало 66 жителей (32 мужчины, 34 женщины), насчитывалось 14 хозяйств, из которых 12 крестьянских.
1929—1963, 1965—2012 гг. — в составе Наро-Фоминского района Московской области.
1963—1965 гг. — в составе Звенигородского укрупнённого сельского района Московской области.